# Лиелплатонская волость
Лиелплатонская волость (латыш. Lielplatones pagasts) — одна из семнадцати территориальных единиц Елгавского края Латвии. Находится на юге края. Граничит с Платонской, Элейской, Вилцской, Залениекской и Светской волостями своего края.
Крупнейшими населёнными пунктами волости являются: Сидрабе (волостной центр) и Лиелплатоне.
По территории волости протекают реки: Платоне, Сидрабе и Станювенский ручей. Из водоёмов имеется Станювенский пруд.

## История
В 1935 году Лиелплатонская волость Елгавского уезда имела площадь 42 км² с населением 691 житель. В 1945 году в состав волости входил Лиелплатонский сельский совет. В 1947 году он был ликвидирован. После отмены в 1949 году волостного деления Платонский сельсовет был восстановлен и поочерёдно входил в состав Элейского (1949—1956), Елгавского (1956—1962, 1967—1990) и Добельского (1962—1967) районов.
В 1954 году к Лиелплатонскому сельсовету был присоединён ликвидированный Абельский сельсовет. В 1956 году — колхоз им. Сталина Элейского сельсовета, питомник фруктовых деревьев «Кужас» и совхоз «Элея». В 1963 году колхоз «Гайсма» был присоединён к Элейской сельской территории. В 1965 году колхоз «Саркана звайгзне» был присоединён к Платонскому сельсовету. В 1974 году к Лиелплатонскому сельсовету была добавлена часть Элейской сельской территории и Лиелплатонская опытная станция животноводства.
В 1990 году Лиелплатонский сельсовет был реорганизован в волость. В 2009 году, по окончании латвийской административно-территориальной реформы, Лиелплатонская волость вошла в состав созданного Елгавского края.